# Pycha

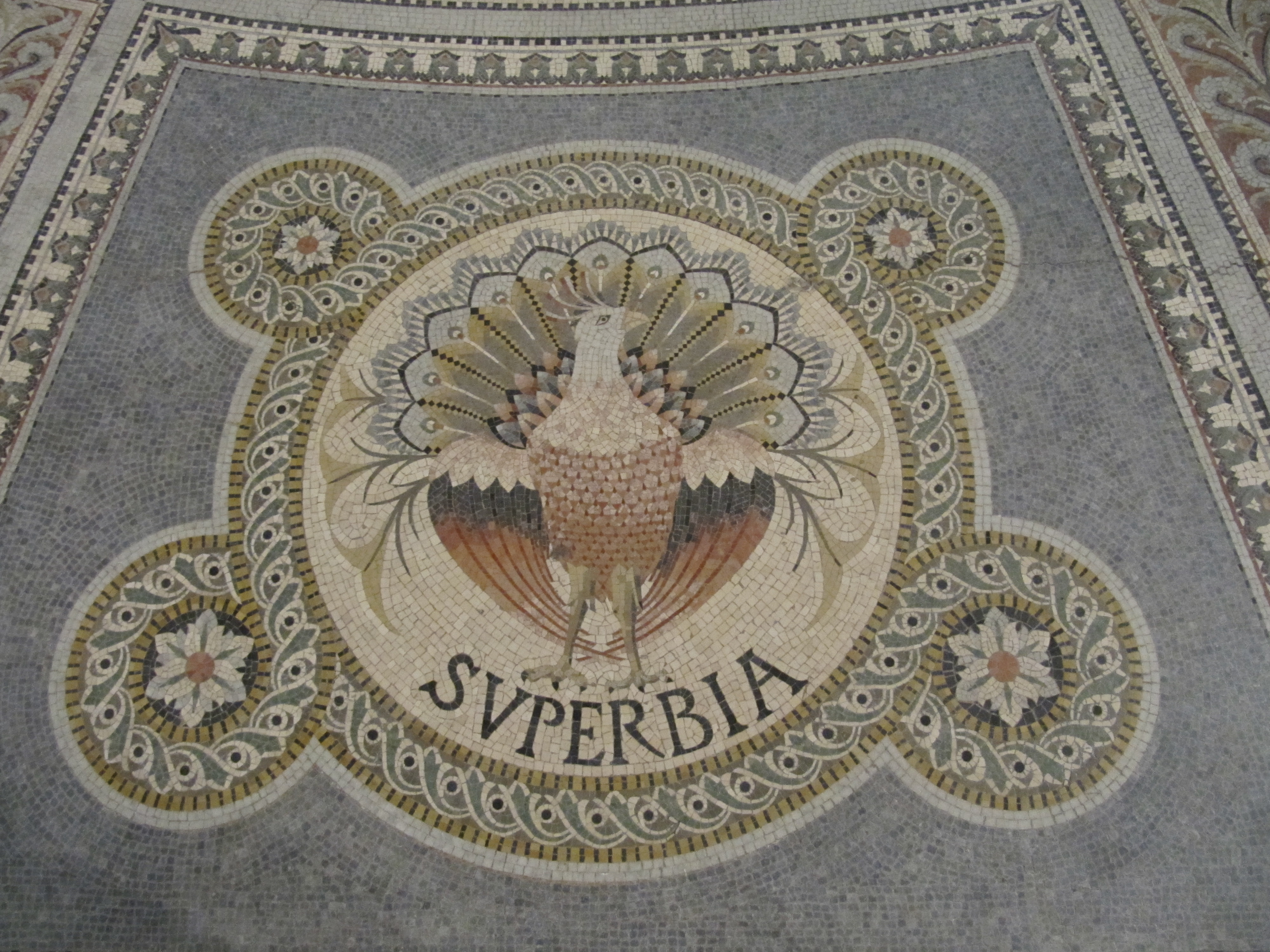
Pycha (mozaika w bazylice Notre-Dame de Fourvière w Lyonie)

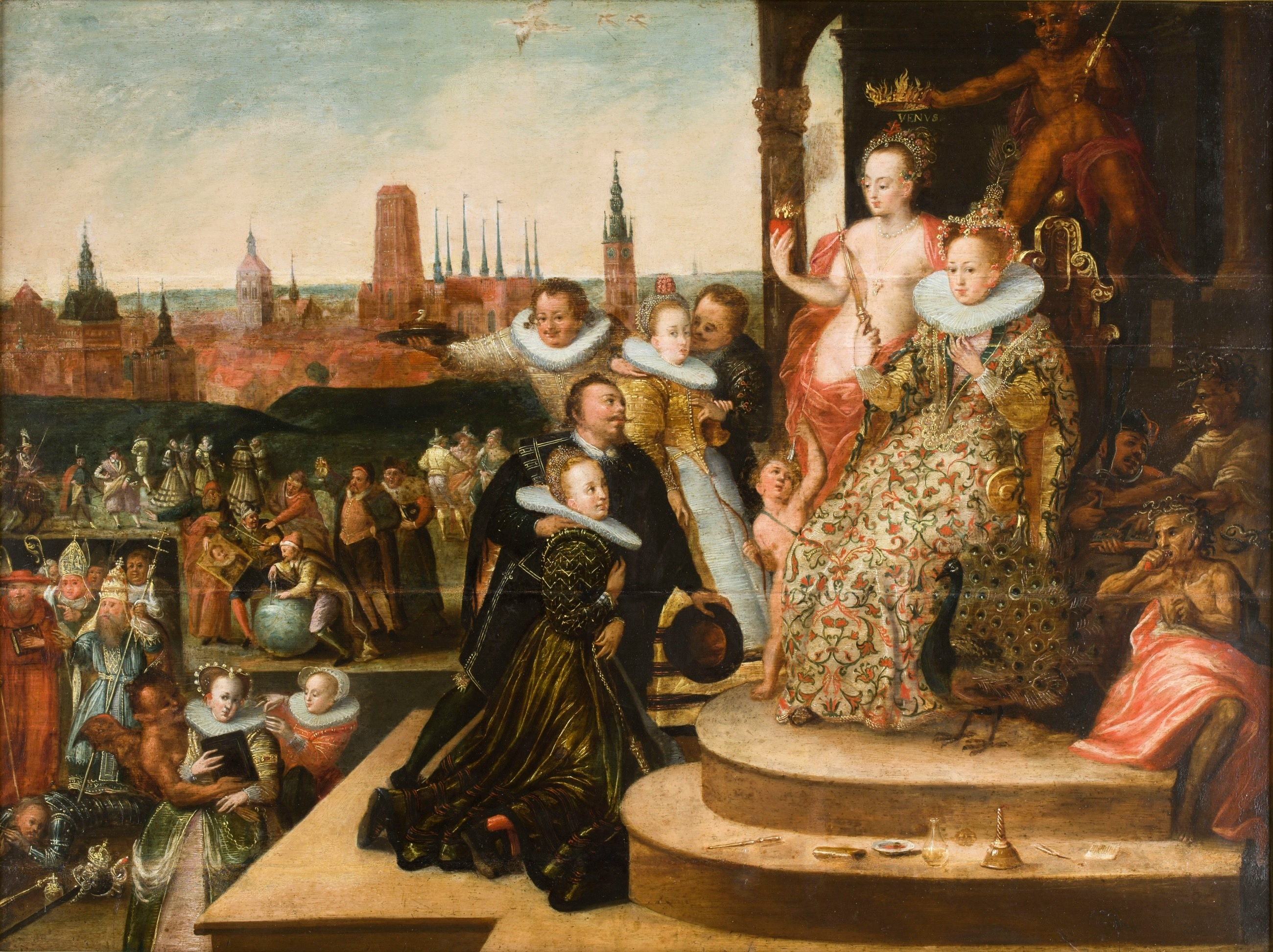
Alegoria pychy, obraz pędzla Antona Möllera, pocz. XVII w.

Pycha – pojęcie i postawa człowieka, charakteryzująca się nadmierną wiarą we własną wartość i możliwości, a także wyniosłością. Człowiek pyszny ma nadmiernie wysoką samoocenę oraz mniemanie o sobie. Gdy jest wyniosły, towarzyszy mu zazwyczaj agresja.
W wielu przypadkach pycha oraz wyniosłość są spowodowane wysokimi osiągnięciami we własnym życiu lub niepowodzeniami w czyimś życiu.

## Biblia
W Piśmie Świętym pycha i wyniosłość przedstawione są jako poważne wady charakteru i grzech prowadzący do upadku:
- „Obrzydłe Panu serce wyniosłe, z pewnością karania nie ujdzie” – Księga Przysłów 16,5
- „Przed porażką – wyniosłość, duch pyszny poprzedza upadek” – Księga Przysłów 16,18

Ludzie pyszni uznani są za złe towarzystwo:
- „Lepiej być skromnym pośród pokornych, niż łupy dzielić z pysznymi” – Księga Przysłów 16,19

O konsekwencjach pychy tak mówił Jezus Chrystus:
- „Wielu zaś pierwszych będzie ostatnimi, a ostatnich pierwszymi” – Ewangelia Mateusza 19,30
- „Każdy bowiem, kto się wywyższa, będzie poniżony, a kto się uniża, będzie wywyższony” – Ewangelia Łukasza 14,11

## Kościół katolicki
W Kościele katolickim pycha (łac. superbia) należy do siedmiu grzechów głównych. Nadmierna wiara w siebie, swoje możliwości, stanowi obrazę Boga i Jego łaski. Zbyt wysoka samoocena jest w tym przypadku prawdopodobnie kompensacją wcześniejszego poczucia zranienia i poniżenia, o których jednak nie chce się pamiętać. Uważa się, że jest to grzech, z którego powstają wszystkie inne.
Jak pisze Faustyna Kowalska w swoim Dzienniczku: „Dziś powiedział mi Pan: Wiele razy chciałem wywyższyć Zgromadzenie to, lecz nie mogę dla pychy jego. Córko moja, wiedz o tym, że duszom pysznym nie udzielam swych łask, a nawet udzielone odbieram”.

## Świadkowie Jehowy
Świadkowie Jehowy mają za obowiązek wystrzegać się pychy (w tym rasizmu i innych form niewłaściwej dumy) – „Każdy, kto ma pychę w sercu, budzi w Jehowie obrzydzenie. Bądź pewny, że nie uniknie kary.” (Przysłów 16:5, NW), natomiast mają przejawiać jej przeciwieństwo – pokorę.